# Robert Moon
Pour les articles homonymes, voir Moon.
Robert James Moon est un physicien, un chimiste et un ingénieur américain né le 14 février 1911 et décédé le 1er février 1989. 

## Biographie
Issu du milieu rural, il arrive à l'université de Chicago au début des années 1930 et étudie auprès de Harkins. 
Pendant la Grande Dépression il réalise le deuxième cyclotron au monde avec 1,30 mètre de diamètre et un poids de 50 tonnes. L'une des améliorations notable apportée par le deuxième cyclotron est l'utilisation de l'élément carbone comme modérateur. En effet les neutrons sont arrêtés par presque tout sauf le carbone. Cette découverte donnera une direction au chercheur travaillant sur le nucléaire - obtenir un carbone ayant une pureté maximale - et sera utilisée lors du projet Manhattan. En utilisant le cyclotron il présenta sa thèse de physique chimie à la fin des années trente sur la diffraction des électrons.
Il fait partie des quelque 70 scientifiques (dont Albert Einstein) ayant signé l'appel de Szilard envoyé au président américain Roosevelt et qui donnera naissance au projet Manhattan.
À la fin de sa vie il remettra en question le modèle de Bohr-Rutherford pour expliquer la structure des atomes et créera un autre modèle en s'inspirant du travail fait par Kepler pour expliquer le mouvement des planètes autour du Soleil. Ce modèle fut publié dans la revue américaine Fusion puis repris dans la revue française du même nom.